# Sanofi
Sanofi est une entreprise transnationale française dont les activités incluent la pharmacie (notamment des médicaments de prescription dans les domaines du diabète, des maladies rares, de la sclérose en plaques et de l'oncologie et des produits de santé grand public) et la fabrication de vaccins.
Dans le secteur de la santé, Sanofi occupe le troisième rang mondial en termes de chiffre d'affaires (34,46 milliards d'euros en 2018), mais seulement le onzième pour la capitalisation boursière (138.160 milliards de dollars en 2025). Sanofi réalise 72,6 % de son chiffre d'affaires hors d'Europe et emploie plus de 100 000 personnes dans une centaine de pays (dont 25 400 en France). Très rentable, elle a distribué 3,773 milliards d'euros de dividendes à ses actionnaires en 2018 sur un résultat net de 6,82 milliards d'euros. Troisième capitalisation boursière de la Bourse de Paris (99 milliards d'euros, fin 2018, derrière Total et le groupe LVMH), elle est détenue à hauteur de 9,48 % par L'Oréal.
Première entreprise française en matière de recherche et développement, Sanofi a investi 5,894 milliards d'euros dans ce domaine en 2018 (17,1 % du CA).

## Histoire de Sanofi

### Les origines de Sanofi: 1973-1999
Le 10 septembre 1973, ELF Aquitaine décide de se diversifier et crée une filiale dans le secteur de l'hygiène et de la santé qui prend le nom d'Omnium Financier Aquitaine pour l'Hygiène et la Santé. Cette structure de dix personnes, présidée par Jean-René Sautier et dirigée par Jean-François Dehecq, est une véritable start-up solidement financée par le groupe Elf Aquitaine avec une dotation de 500 millions de francs pour son développement à sa création.
En 1973, Sanofi (nom commercial créé à partir de Omnium Financier de la Santé) acquiert 40 % du Laboratoire Michel Robilliart et le reste en 1978. Sanofi acquiert 35,7 % des Laboratoires Choay en 1974. Sanofi acquiert 21,8 % du groupe Parcor en 1974 puis absorption en 1979. Sanofi acquiert la société Ceva dans les aliments médicamenteux en 1976. Sanofi prend une prise de participation de 34,8 % dans l'Institut Pasteur Production en 1976 portée à 51 % en 1980.
Après son introduction en bourse le 24 mars 1980, Sanofi rachète en octobre la division Santé du groupe Clin-Midy Industries qui lui permet de doubler de taille et d'avoir dix filiales à l'étranger.
Le groupe Sanofi a alors un chiffre d'affaires de 5 240 millions de francs (dont 59 % en France) et un effectif de 14 577 personnes[réf. nécessaire].

### L'internationalisation: 1980-1999
Sanofi acquiert Ela Medical en 1983, puis Rousselot en 1985. En 1989, Sanofi acquiert son second laboratoire hongrois Chinoin.
C'est surtout l'acquisition des activités des médicaments sur ordonnance de Sterling Winthrop Pharmaceuticals à Eastman Kodak en 1994, qui transforment Sanofi en grand groupe pharmaceutique mondial.

### La branche beauté et parfumerie
La branche Beauté et parfumerie s'est développée dès la création de Sanofi comme le second pôle de développement avec la santé. Il s'est, lui aussi, construit autour d'acquisitions stratégiques et opportunistes entre 1973 et 1999.
- Participation dans le Groupe Yves Rocher en 1973 (détenue à 63 %). Sanofi, au début des années 2000, revend une partie, puis, en 2012, les 19,3 % restant de sa participation[13].
- Roger & Gallet en 1975
- L'exploitation de la licence des parfums Van Cleef & Arpels en 1976
- Acquisition des parfums Molyneux en 1977
- Participation de 49,9 % dans les parfums Nina Ricci SA par ailleurs propriétaires de la maison de couture en 1988 ; revendue dix ans plus tard à Puig[14].
- Yves Saint Laurent en 1993, dont les parfums, intégrés à Sanofi Beauté, vont devenir une marque phare autour de laquelle toutes les activités beauté vont être alors regroupées ; les résultats ne seront pas au rendez-vous[15]. L'intégralité de la branche beauté est vendue en 1999 à François Pinault et intégrée à Gucci[16]. Cette année marque la fin de l'aventure de Sanofi dans la mode, les cosmétiques et la parfumerie.

### Fusion de Sanofi et Synthélabo: 1999-2004
Le 23 octobre 1970 les laboratoires Dausse (fondés en 1834), et Robert & Carrière (fondés en 1899) fusionnent pour donner naissance au groupe pharmaceutique Synthélabo, racheté par L'Oréal en 1973. Le 18 mai 1999, les actionnaires de Sanofi et Synthélabo décident de fusionner leurs groupes pour créer Sanofi-Synthélabo, le nouveau leader de la pharmacie en France. Le 1er juillet 2002, Sanofi-Synthélabo est introduit au New York Stock Exchange.
Le groupe se recentre sur la pharmacie pour s'y spécialiser, se délestant des activités très rentables du pôle de la beauté et des cosmétiques de Sanofi regroupé autour d'Yves Saint Laurent Beauté, gérant les licences des parfums de Van Cleef & Arpels, Oscar de la Renta, Nina Ricci et Roger & Gallet. Ce pôle est vendu alors à la holding Artémis de François Pinault. Des participations moins stratégiques dans diverses sociétés comme Yves Rocher ou la société de produits laitiers Entremont, sont également revendues,.

### Sanofi-Aventis 2004-2018
En 2004, Sanofi-Synthélabo acquiert pour 55 milliards d'euros Aventis. Sanofi-Aventis devient alors le troisième groupe mondial de la pharmacie.
En mars 2009, après l'intégration du groupe tchèque Zentiva, il est le numéro 11 mondial dans l'industrie pharmaceutique générique.
Le 30 août 2010, le groupe rend publique son offre d’achat du laboratoire américain Genzyme, spécialisé dans les maladies rares, pour la somme de 18,5 milliards de dollars.
En mars 2011, soit 7 ans après la fusion, le groupe Sanofi-Aventis change de nom pour s'appeler dorénavant Sanofi.
En juillet 2015, AstraZeneca vend à Sanofi pour 300 millions de dollars, le Caprelsa, un médicament contre une forme rare de cancer. En parallèle, Sanofi signe un partenariat sur le cancer avec Regeneron Pharmaceuticals d'environ 2 milliards de dollars. En décembre 2015, Sanofi est en discussion exclusive avec Boehringer Ingelheim pour la vente de Merial, en échange de la division de médicaments sans prescription de Boehringer et d'un acompte de 4,7 milliards de dollars. Durant ce même mois, Sanofi Pasteur, la division vaccin de Sanofi est autorisé à mettre sur le marché brésilien Dengvaxia, un vaccin contre la dengue, déjà autorisé au Mexique et aux Philippines.
En juillet 2017, Sanofi annonce l'acquisition de Protein Sciences pour 650 millions de dollars, une entreprise spécialisée dans un vaccin antigrippal recombinant. En 2017, par un échange d'activités, l'activité santé animale (Merial) est revendu aux laboratoires Boehringer Ingelheim, et Sanofi récupère l'activité de médicaments sans ordonnance,. Sanofi est ainsi devenu l'un des leaders mondiaux des médicaments sans ordonnance, avec des marques fortes (Doliprane, Lysopaïne, Maalox, MagnéB6…) dans un marché en croissance régulière et non concurrencé par les médicaments génériques. En 2017, Sanofi aurait bénéficié de 561 millions de remboursements de l’assurance maladie française.
En janvier 2018, Sanofi annonce l'acquisition de Bioverativ, entreprise américaine, spécialisée dans l'hémophilie, pour 11,6 milliards de dollars. En janvier 2018, Sanofi surenchérit sur Novo Nordisk pour acquérir Ablynx, avec une proposition de 3,9 milliards d'euros, à la suite de cette proposition Novo Nordisk renonce à acquérir Ablynx. En avril 2018, Sanofi annonce la vente de ses génériques en Europe (société Zentiva) au fonds d'investissement Advent International pour 1,92 milliard d'euros.

### Depuis 2019
En mars 2019, Sanofi annonce vouloir supprimer 230 postes en France. Les postes de visiteurs médicaux sont principalement visés. Un plan de départ volontaire devrait être acté dès le troisième trimestre de l'année 2019. Les syndicats dénoncent de concert ce plan social. En décembre 2019, Sanofi annonce la vente de ses activités dans le matériel médical Seprafilm à Baxter International. Le même mois, Sanofi annonce l'acquisition de Synthorx, entreprise américaine d'oncologie, pour 2,5 milliards de dollars. Toujours en décembre 2019, le directeur général Paul Hudson,, qui avait été nommé en septembre 2019, annonce une nouvelle stratégie. Il annonce la fin de « ses recherches sur le diabète et les maladies cardio-vasculaires ». La société se recentre sur la recherche en matière de vaccins. Une entité commerciale autonome, la santé grand public, est créée avec ses propres moyens de fabrication, en vue d'une éventuelle cession.
En mai 2020, Sanofi vend sa participation de 20 % dans Regeneron pour près de 12 milliards de dollars. En application du nouveau plan stratégique, Sanofi annonce fin juin 2020 qu'il prévoit de réduire ses effectifs en France d'environ 1 000 emplois (sur 23 000 actuels). Sur l'ensemble de l'Europe, cela représente, au total, 1 700 suppressions de postes. Le 18 janvier 2021, France Inter révèle que Sanofi envisagerait de supprimer en France 400 emplois dans la R&D parmi les 1 000 emplois visés par le plan annoncé en juin 2020. En revanche, l'entreprise compte investir 500 millions d'euros dans un nouveau site de production à Neuville-sur-Saône et dans le centre de recherche de Marcy-l'Etoile.
Au cours de l'été 2020, Sanofi annonce le rachat de l'Américain Principia Biopharma pour un montant évalué à 3,68 milliards de dollars. La biotech Principia Biopharma développe des inhibiteurs pour traiter des maladies auto-immunes,. En juin 2020, Sanofi prend une participation de 7 % dans Translate Bio, ainsi qu'une exclusivité dans l'utilisation de ses outils d'ARNm, pour 2 milliards de dollars.
En janvier 2021, Sanofi annonce l'acquisition de Kymab, entreprise spécialisée en immunothérapie, pour 1,5 milliard de dollars. Kymab étudie une grande variété d'anticorps. L'un d'entre eux, KY1005, a réussi une phase IIa contre la dermatite atopique, et KY1044, prometteuse contre le cancer. Le même mois l'entreprise annonce une réduction des effectifs de la division Recherche et développement. Les syndicats évaluent à 400 le nombre de salariés menacés alors que Sanofi a versé 4 milliards d'euros de dividende au printemps 2020. Les effectifs ont baissé de 40 % dans cette division, passant de 6 387 chercheurs en 2010 à 3 905 en 2020. En janvier 2021, le groupe annonce un investissement de 60 millions d'euros afin de finaliser la numérisation de son usine de Sisteron, dans la continuité des efforts de l'entreprise de numériser son parc d'usines afin de mieux associer le développement de ses produits aux technologies numériques de pointe, en matière de big data notamment.
En avril 2021, Sanofi acquiert l'entreprise américaine Tidal Therapeutics pour 160 millions de dollars (voire 310 millions en fonction des développements). Sanofi espère se perfectionner en immuno-oncologie et en maladies inflammatoires. En juin 2021, Sanofi annonce la vente d'un ensemble de 16 marques de médicaments de conseil au fonds d'investissement Stada pour un montant estimé entre 120 et 140 millions d'euros.
Le 3 août 2021, Sanofi annonce qu'il souhaite acquérir la totalité des actions de Translate Bio pour 3,2 milliards de dollars,,. En septembre 2021, Sanofi conclut un accord pour le rachat de Kadmon, une biotech américaine, pour 1,9 milliard de dollars. Kadmon commercialise notamment aux États-Unis le Rezurock (Bélumosudil), un médicament utilisé contre la maladie chronique de réaction du greffon contre l'hôte.
En novembre 2021, Sanofi se démarque sur le plan social en annonçant l'octroi systématique de 14 semaines de congés à chaque nouveau parent parmi ses employés, sans distinction de sexe, partout autour du monde. En décembre 2021, Sanofi annonce l'acquisition d'Origimm Biotechnology, entreprise ayant un projet de vaccin contre l'acné. Le même mois, Sanofi annonce l'acquisition d'Amunix, une entreprise américaine spécialisée dans l'immuno-oncologie, pour 1 milliard de dollars.
En janvier 2022, Sanofi annonce le début d'une collaboraion avec la start-up britannique Exscientia visant à développer un portefeuille de médicaments conçus par l'Intelligence Artificielle. Ces médicaments devraient être utilisés dans les domaines de la cancérologie et de l'immunologie.
Europe Active Pharmaceutical Ingredient (EUROAPI), filiale de Sanofi spécialisé dans la fabrication de principes actifs pour produits pharmaceutiques, est scindée de sa maison-mère le 6 mai 2022, le capital étant réparti initialement entre Sanofi qui conserve 30%, l'Etat français qui acquiert 12% via Bpifrance, et 58% distribués aux actionnaires de Sanofi.
En août 2022, Sanofi annonce l'arrêt de son programme de développement clinique du traitement contre le cancer du sein, amcenestrant. Cette décision est motivée selon Sanofi par l'absence de résultats convaincants. En septembre 2022, Sanofi a reçu un avis favorable du comité scientifique de l'Agence européenne des médicaments (EMA) pour l'octroi d'une autorisation de mise sur le marché de Beyfortus, indiqué uniquement pour les jeunes enfants. Ce vaccin lutte contre la bronchiolite, un virus respiratoire syncytial (VRS). Fin 2022, des essais cliniques concluants de l'acoziborole laisse entrevoir une possibilité de traitement simple contre la maladie du sommeil.
En février 2023, Sanofi annonce une réduction de 78 % du prix catalogue de son Insuline Lantus aux États-Unis à compter de janvier 2024. En mars 2023, Sanofi fait l'acquisition pour 2,9 milliards de dollars de Provention, qui lui apporte la propriété du Tzield, un traitement retardant le développement du diabète de type 1.
Le 27 octobre 2023, Sanofi annonce sa volonté de se séparer de sa filiale Opella (pôle santé grand public du groupe) à compter de 2024 afin de recentrer le groupe sur la production de vaccins innovants et de médicaments brevetés plus rentables,. Les activités d'Opella incluent des compléments alimentaires et des médicaments sans ordonnance tels que Mucosolvan (Ambroxol), Allegra (Fexofénadine), Doliprane (Paracétamol) et la marque Novanuit (Mélatonine, etc.). Dans le même temps, le groupe annonce vouloir réaliser jusqu'à 2 milliards d'euros d'économie à l'horizon 2025. En novembre 2023, le Parquet national financier ouvre une enquête préliminaire à l'encontre de Sanofi pour « manipulation de cours ».
En janvier 2024, Sanofi annonce le rachat de la société Inhibrx, spécialisée dans le développement de nouveaux candidats-médicaments biologiques, pour près de 2,2 milliards de dollars. En avril 2024, un plan social prévoit la suppression de 1 200 postes en recherche et développement dont 330 en France, pour se concentrer sur la recherche en immunologie.
L'entreprise fait partie des partenaires premium des Jeux olympiques de 2024,.
En octobre 2024, Sanofi annonce la vente d'une participation de 50 % dans sa filiale de santé grand public Opella au fonds d'investissement américain Clayton, Dubilier & Rice (en) (CD&R), valorisant l'ensemble de cette filiale pour environ 16 milliards d'euros. Cette vente crée des inquiétudes de souveraineté dans un secteur vu comme stratégique depuis la crise du covid,,,,,.

## Activités
Sanofi possède plusieurs laboratoires commercialisant des médicaments sous leur propre nom de marque, comme Sanofi Pasteur pour les vaccins, et compte plusieurs filiales principales :
- Sanofi Pasteur dans les vaccins ;
- Sanofi Genzyme dans les biotechnologies ;
- Sanofi R&D, dans la recherche et le développement ;
- Chattem dans l'automédication et les médicaments en vente libre aux États-Unis.

### Recherche et développement
Sanofi est un intervenant mondial de recherche et développement, qui selon PricewaterhouseCoopers, a occupé le 1er rang mondial en 2005 et oscille depuis 2006 entre la 11e et la 16e place, ce qui la place au premier rang des groupes français. En 2014, elle a investi 5,259 milliards d'euros dans ce domaine (14,2 % du CA). En 2015, elle emploie dans ce domaine plus de 16 200 employés répartis sur une vingtaine de sites, dont plusieurs en France (elle est notamment partenaire de sept pôles de compétitivité consacrés à la santé).
En 2021, Sanofi annonce un vaste programme d’investissements dans l’ARN messager prometteur au-delà du vaccin contre le Covid-19, deux milliards d’euros d’ici à 2025, avec notamment la création d’un centre de recherche spécialisé.

### Vaccin contre le Covid-19

#### Sanofi dans le contexte de la concurrence mondiale d'accès aux vaccins
Sanofi lance début 2020 les développements de 2 candidats vaccins :
- le premier à base de protéine recombinante
- le deuxième à base d'ARN messager

Le 13 mai 2020, le directeur général de Sanofi, Paul Hudson, annonce que le gouvernement américain « a le droit aux plus grosses pré-commandes », si les recherches sur un vaccin contre le Covid-19 débouchent. Bien qu’il n’ait pas encore commencé ses essais sur des patients, le groupe pharmaceutique s'estime bien placé dans cette course mondiale et multiplie les collaborations avec le groupe britannique GSK (GlaxoSmithKline.) Toutefois, la déclaration du dirigeant de Sanofi fait scandale en Europe, car elle peut faire croire que le gouvernement américain fait pression sur des industriels pour obtenir en priorité les livraisons de vaccins.
À la suite de cet incident, l'Union européenne (UE) décide de sécuriser son approvisionnement en vaccins anti-Covid en concluant des contrats de commandes conditionnelles du vaccin avec les principaux industriels concernés. C'est ainsi que l'UE passe une précommande avec l'association de Sanofi et de GSK pour 300 millions de doses de vaccins, le 31 juillet 2020. Cet accord prévoit que l'industriel s'engage à commander les doses si le nouveau vaccin prouve son innocuité et son efficacité, et que le groupement d'industriel s'engage dans ce cas à livrer les doses dans un certain délai.

#### Vaccin anti-Covid à base de protéine recombinante
Ce vaccin est développé en collaboration avec la BARDA et avec GSK. Début septembre 2020, Sanofi annonce que son vaccin anti-Covid-19 va être vendu à un prix inférieur à dix euros la dose, et que la fabrication européenne sera localisée à Vitry-sur-Seine.
En 2020, Sanofi et GSK ont signé un accord avec le gouvernement américain Operation Warp Speed pour fournir 100 millions de doses de vaccin COVID-19 pour un montant de 2,1 milliards de dollars USD payés par le contibuable américain, si le vaccin est approuvé.
Le 11 décembre 2020, à la suite des résultats des premiers essais cliniques, GSK et Sanofi annoncent que la commercialisation de leur vaccin est retardée afin « d'améliorer la réponse immunitaire chez les personnes âgées ». En mai 2021, Sanofi présente des résultats concluants des essais de phase 2 pour un vaccin à base de protéine recombinante développé en collaboration avec GSK, et une production prochaine de celui-ci,.

#### Vaccin anti-Covid à base d'ARN messager
Après des essais précliniques encourageants, le candidat-vaccin « MRT5500 » de Translate Bio et Sanofi est testé sur l'homme au premier trimestre 2021. Les données précliniques ont montré que deux injections du vaccin induisent la production d’une concentration élevée d’anticorps neutralisants, comparables aux concentrations situées dans la fourchette supérieure observées chez des sujets humains infectés. Le 12 mars 2021, Sanofi et Translate Bio annoncent avoir lancé un essai de phase I/II de leur candidat vaccin MRT5500 à ARN messager. En 2021, Sanofi qui a été distancé dans la course au développement d’un vaccin contre le Covid-19, rachète le spécialiste américain de l’ARN messager Translate Bio pour 3,2 milliards de dollars, mais renonce à poursuivre la mise en œuvre de la phase 3 de son vaccin à ARN messager contre le Covid-19 malgré des résultats positifs,.

#### Aide apportée pour la fabrication des vaccins de BioNTech, Janssen et Moderna
L'entreprise a déclaré prêter son concours à Moderna, Janssen et BioNTech pour la production de millions de doses destinées à l’Union européenne et aux États-Unis. Sanofi est la seule entreprise à aider trois fabricants de vaccins différents. Ainsi, Sanofi conclut en avril 2021 un accord avec Moderna pour aider à partir de septembre 2021 la société américaine à produire son vaccin, via son centre de recherche Ridgefield aux États-Unis.

### Traitement du Covid-19
Sanofi et Regeneron se sont associés dans le développement du médicament « Kevzara », dont la molécule active le sarilumab, initialement indiqué dans le traitement de la polyarthrite rhumatoïde active, dans le cadre de l'élaboration d'un traitement contre le COVID-19 et notamment sur le choc cytokinique. La tentative fut un échec : le 1er septembre 2020 les deux entités annoncent conjointement qu'une étude de phase III sur ce sujet n'a pas donné de résultat positif.

## Médicaments stratégiques

### Blockbusters[sourceinsuffisante]

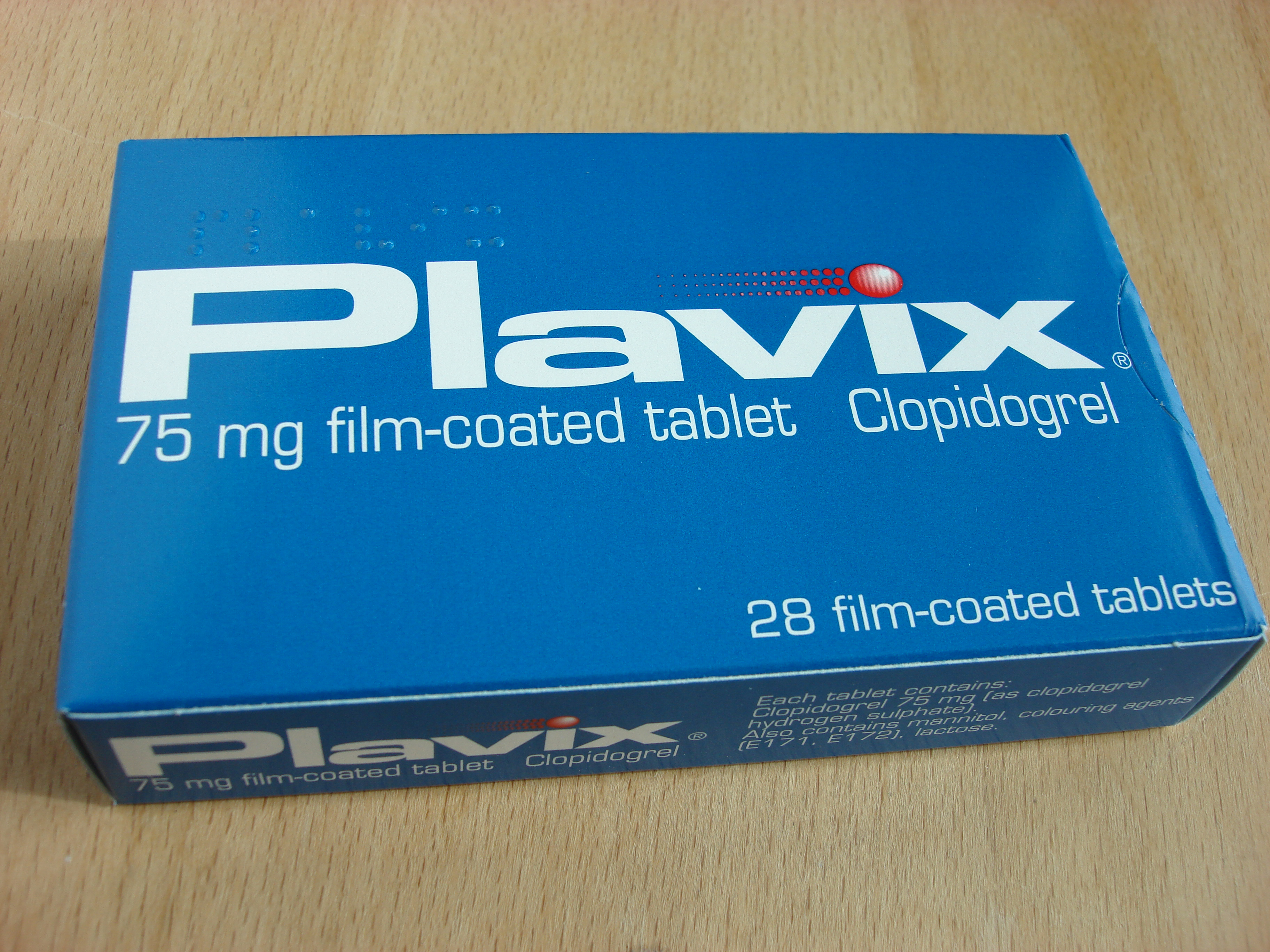
Boîte de Plavix.

- Doliprane, antalgique de niveau 1 (paracétamol).
- Lantus, insuline à action prolongée, réalise des ventes de 1,9 milliard d’euros en 2019 et reste alors le médicament phare du groupe dans le traitement du diabète[104]. À la suite de la déchéance de brevets et de la concurrence sur le Lantus, Sanofi baisse fortement son prix aux États-Unis en mars 2023[105].
- Dupixent, contre l'asthme sévère, dont les ventes ont atteint 2 milliards d'euros en 2019[104] et 10,7 milliards d'euros en 2023[106]. En mars 2023, ce produit a été autorisé par la Commission européenne pour le traitement de la dermatite atopique de l'enfant de 6 mois à 5 ans[107]. Il fait l'objet d'une étude de phase III prometteuse contre la BPCO[108].
- Aubagio, contre la sclérose en plaques, dont les ventes ont atteint 1,8 milliard d'euros en 2019[104]. Le brevet périme en 2023[109].
- Lovenox, une héparine à bas poids moléculaire, dont les ventes ont atteint 817 millions d'euros en 2019[104].
- Plavix, un antiagrégant plaquettaire, a été le deuxième médicament le plus vendu au monde. Son brevet est arrivé à expiration aux États-Unis en mai 2012[110]. Ses ventes n'ont rapporté que 338 millions d'euros à Sanofi en 2019[104].
- Synvisc
- Pyostacine, antibiothérapie
- Eloxatine, cancer colorectal
- Stilnox / Ambien / Ambien CR / Myslee insomnie
- Allegra / Telfast, Nasacort, rhinite allergique
- Xatral, hypertrophie bénigne de la prostate
- Actonel, ostéoporose, maladie de Paget
- Dépakine, épilepsie, commercialisée en 1967 par le laboratoire Labaz racheté en 1973[111] par Sanofi, actuellement au cœur d'une polémique[112].
- Aprovel / Avapro / Karvea / Delix / Tritace / Triatec, hypertension
- Taxotere, traitement du cancer du sein, cancer du poumon, cancer de la prostate
- Vaccin contre la dengue en Amérique du Sud[113]
- Alirocumab / Praluent, anticholestérol
- Fluzone, vaccin contre la grippe, leader du marché aux États-Unis mais trouvé trop cher par les autorités françaises[114]
- Beyfortus (Nirsevimab), un vaccin contre la bronchiolite[115].
- Altuviiio (Efanesoctocog alfa (en)), un traitement de l'Hémophilie A.
- Tzield (Teplizumab) pour le traitement du diabète de type 1.
- Saclisa (Isatuximab), un anticorps monoclonal pour le Myélome.

### Autres médicaments prometteurs en cours d'essais cliniques
- Frexalimab pour la sclérose en plaques.
- Amlitelimab pour la dermatite atopique et l'asthme.
- SAR441566 pour la polyarthrite rhumatoïde et le psoriasis[116].
- En mars 2025, Sanofi acquiert un programme de Dren Bio, le DR-0201, un anticorps agissant sur la déplétion des lymphocytes B[117],[118].

### Accords de commercialisation
Sanofi commercialise de nombreux produits en partenariat avec d'autres laboratoires concurrents, en fonction des réseaux commerciaux sur certains marchés et des régions géographiques. Par exemple, le blockbuster Plavix est commercialisé aux États-Unis par le laboratoire Bristol-Myers-Squibb dans le cadre d'un accord commercial.

## Gouvernance de l'entreprise

### Direction opérationnelle
Dans l'organisation de Sanofi, le directeur général est le dirigeant opérationnel de l'entreprise. Les directeurs généraux suivants se sont succédé :
- Jean-François Dehecq, fondateur de SANOFI, de 1988 à janvier 2007 (d'abord président-directeur général, il devient président du conseil d'administration de janvier 2007 à mai 2010) ;
- Gérard Le Fur, de janvier 2007 à septembre 2008 ;
- Christopher Viehbacher, du 1er décembre 2008 au 29 octobre 2014 ;
- Serge Weinberg, directeur général par intérim du 29 octobre 2014 au 1er avril 2015 ;
- Olivier Brandicourt, du 1er avril 2015 au 1er septembre 2019 ;
- Paul Hudson, depuis le 1er septembre 2019[119].

Ancien siège social du groupe Sanofi, au 174 avenue de France,.

Serge Weinberg est le président du conseil d'administration de Sanofi (il a été directeur général par intérim du 29 octobre 2014 au 1er avril 2015).

### Actionnariat
Actions (au 30 juin 2020) :
- public, 88,9 % dont :
  - institutionnels étrangers 62,4 %,
  - institutionnels français 15,8 %,
  - actionnaires individuels 5,3 %,
  - divers 5,4 % ;
- L'Oréal, 9,4 % ;
- salariés, 1,7 % (actions détenues au travers du Plan Épargne Groupe) ;
- auto-contrôle, 0,25 %.

Droits de vote (au 30 juin 2020) :
- public : 80,4 % ;
- L'Oréal : 16,8 % ;
- salariés : 2,8 % (actions détenues au travers du Plan Épargne Groupe).

En 2020, le groupe a redistribué plus de 4,5 milliards d'euros à ses actionnaires sous forme de dividendes (3 937 millions d'euros) et de rachats d'actions (822 millions d'euros).

## Communication

### Identité visuelle

Sanofi-Synthélabo, de 1999 à 2004.
Sanofi-Aventis, de 2004 à 2011.
De 2011 à 2022.
Depuis le 3 février 2022.

### Responsabilité sociétale des entreprises
Genzyme a créé des initiatives pour les maladies rares des pays en développement, et finance des structures d'assistance dans les pays pauvres.
Aventis Foundation est une fondation de droit allemand, créée en 1996 sous le nom de « Hoechst Foundation », avec une dotation de 50 millions d'euros, et basée à Francfort-sur-le-Main. Cette fondation a été renommée à la suite de la fusion avec Hoechst en « Aventis Foundation » en 1999. Elle a pour but de financer des activités de recherche pour la société civile, les arts et la science.
En juin 2021, Sanofi s'associe avec Orange, Generali et Capgemini pour fonder Future4care, un accélérateur pour start-up ainsi qu'un institut traitant de la santé digitale.
La fondation Sanofi Espoir, de droit français, mène des actions d'amélioration des accès aux soins et de lutte contre la pauvreté en coordination avec le SAMU social ou Médecins du monde,.
Par ailleurs, Sanofi a été le sponsor de l'équipe multisport Team Type 1 d’athlètes diabétiques de type 1.

### Activité de lobbying

#### Auprès des institutions de l'Union européenne
Sanofi est inscrit depuis 2009 au registre de transparence des représentants d'intérêts auprès de la Commission européenne. Il déclare pour cette activité en 2017 des dépenses d'un montant compris entre 1 000 000 et 1 250 000 euros, et indique que Sanofi a perçu sur le même exercice 412 423 euros de subventions des institutions de l'Union européenne.

#### Aux États-Unis
Selon le Center for Responsive Politics, les dépenses de lobbying de Sanofi aux États-Unis s'élèvent en 2017 à 4 790 000 dollars et en 2019 à 5 117 000 dollars.
Sanofi est l'entreprise française à avoir dépensé le plus d'argent (843 844 dollars déclarés) pour soutenir des candidats au Congrès et au Sénat lors des élections de novembre 2020. Ces sommes ont majoritairement profité à des candidats du Parti républicain.

#### En France
Sanofi-aventis France, Sanofi-Aventis Groupe et Sanofi Pasteur Europe déclarent à la Haute Autorité pour la transparence de la vie publique exercer des activités de lobbying en France pour des montants qui n'excèdent pas 10 000 euros, 400 000 euros, 10 000 euros sur le second semestre 2017.

## Engagements & philanthropie

### Foundation S
En mai 2022, Serge Weinberg et Sanofi annoncent le lancement de la fonds de dotation “Foundation S - The Sanofi Collective”, dédié à l'avancement de la santé des générations actuelles et futures. Le premier président de la fondation est Serge Weinberg, auquel succède Frédéric Oudéa. Vanina Laurent-Ledru en est la directrice générale,.
Foundation S s'est ainsi engagé avec Action contre la faim dans un projet d'adaptation et de résilience face aux effets du changement climatique sur la santé des populations au Bangladesh. En 2022, elle participe au programme “My Child Matters” pour lutter contre le cancer pédiatrique,. En octobre 2023, Vanina Laurent-Ledru annonce que Foundation S va financer à hauteur de 42 milliards d'euros des projets d'adaptation face au changement climatique en Afrique et en Asie,.
A la 79e Assemblée générale des Nations unies en septembre 2024, la Foundation S et la French-African Foundation présentent le deuxième rapport d’action du Collective MindS Climate x Health Council. Ce dernier alerte sur l'urgence d'investir dans la lutte contre les conséquences du changement climatique sur la santé humaine.
En octobre 2024, la directrice générale Vanina Laurent-Ledru organise sa première édition du Campus des Solutions Locales à Dakar, dans le cadre de sa mission « en faveur du renforcement des capacités d'innovation, de résilience et d'adaptation des communautés face aux conséquences sanitaires dramatiques de la crise climatique ».

## Controverses

### Répression de salariés grévistes
En 2022, des salariés de Sanofi ont mené une grève qui s'est terminée fin décembre. Alors qu'un accord est conclu entre la direction et les salariés, des sanctions sont mises en place contre des acteurs de la grève, représentants syndicaux ou non[précision nécessaire].

### Rapports avec la presse et avec la santé
Dans son édition du mercredi 30 avril 2008, Le Canard enchaîné révélait que la direction du laboratoire, en mars 2008, diffusait au cours d'une réunion du comité d'entreprise de la filiale française un document mentionnant la nécessité de « neutraliser la grande presse ». Le Canard mentionne le nombre de pages de publicité achetées par le groupe dans divers magazines comme moyen de pression et poursuit : « Pour venir à bout des plus récalcitrants, les labos connaissent d'autres remèdes de cheval : « voyages d'études », tous frais payés, au soleil, invitations multiples, cadeaux agréables et autres sévices du même tonneau. […] les responsables de Sanofi-Aventis jurent, la main sur le cœur, qu'il s'agit là d'une époque révolue et que la destination des voyages de presse est « toujours liée à une activité scientifique ». Qu'en termes galants ces choses-là sont dites… ». Mise en cause, une pilule dénommée « Acomplia » censée soigner l'obésité et décriée par la presse. « L'an passé, poursuit le Canard, un comité d'experts de la toute puissante Food and Drug Administration américaine a émis un avis négatif sur la diffusion de ce médicament outre-Atlantique. Ces empêcheurs de prescrire en rond estimaient qu'Acomplia pouvait déclencher des dépressions graves, voire des tentatives de suicides chez certains malades. ». Du coup, c'est un marché estimé à 3 milliards de dollars par an qui passe provisoirement sous le nez de Sanofi.
En France, des journaux comme Le Parisien, L'Express, ou Le Figaro relayent ces observations et sont accusés par Sanofi de faire peur aux patients et aux payeurs (CNAM). « Plus grave, poursuit Hervé Liffran, le nombre de boîtes d'Acomplia vendues chaque semaine « stagne ». La neutralisation des journalistes n'a donc jamais été aussi urgente… ». Sanofi-Aventis est alors prêt à se mobiliser : « les visiteurs médicaux du labo sont priés de « prendre entre les yeux » les médecins les plus rétifs pour les persuader de la qualité du produit. » Le Canard enchaîné poursuit que ce même document se fixait un autre objectif « surprenant » : « augmenter la durée du traitement » des patients. « Rien de tel que la lutte contre l'obésité, conclut le Canard, pour engraisser le chiffre d'affaires »
Ces pressions de Sanofi n'ont pourtant pas empêché que l'Acomplia soit retiré de tout le marché européen par les autorités sanitaires européennes en 2008, prononçant une suspension de mise sur le marché « immédiate » et « temporaire », qui n'a pas été remise en cause jusqu'à présent (2016). Ce même médicament n'a jamais obtenu son autorisation de mise sur le marché par les autorités des États-Unis. Dans les deux cas, la cause est la même : outre une moindre efficacité que ce que le laissaient penser les études cliniques, le médicament entraîne des effets secondaires psychiques graves, à type de dépression pouvant aller jusqu'au suicide.

### Plans de restructuration
Dès son arrivée dans le groupe en décembre 2008, Christopher Viehbacher, lance en trois ans deux plans d'économie et de restructuration. La R&D est particulièrement touchée, subissant en parallèle une importante réorganisation fonctionnelle et une diminution forte de ses moyens et donc de ses projets de recherche en cours.
En septembre 2012, la direction annonce un troisième plan de réduction des dépenses R&D sous couvert de rénovation de la R&D. Les sites de Toulouse et de Montpellier, orientés Recherche et Développement précoce, sont menacés. La succession de plans de réduction de coûts depuis 2008 s’inscrit dans une logique de rétrécissement. Cette restructuration entraîne dès juillet 2012 un vaste mouvement social au sein du groupe. Les sites de Toulouse et de Montpellier lanceront à cette occasion les « Jeudi de la Colère » et obtiendront le soutien de nombreux élus et politiques de tous bords. Le 21 septembre, Arnaud Montebourg, ministre du redressement productif reçoit l'intersyndicale du groupe et qualifie le plan de restructuration de Sanofi d’inacceptable. Pierre Cohen, maire de Toulouse déclare le « je serai pour une loi contre les licenciements abusifs autrement appelés boursiers. On pourrait même la nommer loi Sanofi » et qualifie la direction de Sanofi de « patrons voyous ».
En 2014, 2015, des enquêtes journalistiques de l'équipe d'Elise Lucet et aussi du Canard enchaîné, montrent que Sanofi supprime des emplois supplémentaires dans le but de « réduire l'empreinte industrielle du groupe en Europe » ceci permettant de dégager de la trésorerie ce qui envoie un message positif aux investisseurs. Sous la direction de Christopher Viehbacher de décembre 2008 à octobre 2014, Sanofi a supprimé en France près de 5 000 emplois,,,,.

### Bonus d'arrivée d'Olivier Brandicourt
Après avoir supprimé 4 000 postes depuis 2009, le groupe offre à Olivier Brandicourt, le nouveau directeur général, dont la nomination a été annoncée le 19 février 2015, une indemnité forfaitaire de deux millions d'euros lors de sa prise de fonction qui a lieu le 2 avril ; il touche une somme identique en janvier 2016 soit un montant de quatre millions d'euros.
Stéphane Le Foll, le porte-parole du gouvernement, a indiqué trouver : « incompréhensible le bonus de quatre millions d’euros octroyé au nouveau patron du groupe pharmaceutique français Sanofi, Olivier Brandicourt », et a réclamé « un peu de morale », voire des règles « réaffirmées ». Il a ensuite ajouté : « C’est incompréhensible. Comment tous ces gens, qui expliquent que c’est le mérite, que c’est l’économie libérale, le risque, la prise de risque qui doivent faire les résultats, ces gens-là, à peine prennent-ils la tête d’une entreprise — c’est-à-dire qu’ils n’ont pris encore aucun risque — sont déjà assurés d’avoir rémunération sans commune mesure ? »,.

### Affaire de la Dépakine
Sanofi fait l’objet d’une procédure au civil pour « défaut d’information » auprès des patients, mais aussi des médecins qui ont prescrit la Dépakine, antiépileptique ayant causé des handicaps lourds (malformations, troubles autistiques, retards psychomoteurs…) chez des milliers d'enfants.
En août 2016, le ministère de la Santé annonce la création d'un Fonds d'Indemnisation pour les victimes.
En décembre 2016, des victimes regroupées au sein de l'APESAC présidée par Marine Martin lancent le premier recours collectif en matière de santé, en formant une action de groupe contre le laboratoire Sanofi.
Le Canard enchaîné indique en octobre 2017 que le laboratoire Sanofi « refuse de contribuer au fonds d'indemnisation des victimes ». Le même journal indique que l'office national d'indemnisation des accidents médicaux (Oniam), malgré la responsabilité de Sanofi, a dû dédommager 1660 malades pour 64,8 millions d'euros. Seul laboratoire à agir de la sorte, Sanofi a remis à l'Oniam des centaines d'assignations d'huissiers, arguant qu'aucune décision judiciaire définitive n'avait acté sa responsabilité.
La Cour d'appel d'Orléans condamne Sanofi au civil le 20 novembre 2017 pour la « défectuosité de son produit », et confirme la responsabilité du laboratoire, en estimant que le contrôle des autorités de santé n'annule pas sa propre responsabilité. Sanofi se pourvoit en cassation.
En mars 2019, bien que sa responsabilité soit reconnue par les tribunaux, Sanofi continue de refuser d'indemniser les victimes. Seul l’État, aussi condamné, assume les indemnisations.
Le 3 février 2020, le groupe Sanofi révèle qu'il a été mis en examen pour « tromperie aggravée » et « blessures involontaires » dans l'affaire de la commercialisation de la Dépakine, puis en août pour « homicides involontaires ».
En janvier 2022, l'entreprise, poursuivie par l'Association APESAC, est jugée responsable d'un manque de vigilance et d'informations sur les risques liés à la Dépakine. Le tribunal judiciaire a notamment estimé que le groupe pharmaceutique français a produit et commercialisé un produit défectueux. Sanofi annonce faire appel.
Dans son édition du 18 janvier 2023, le Canard Enchaîné fait état du refus de Sanofi de dédommager 42 familles, après des années de combat judiciaire. Le journal indique que Sébastien Leloup, directeur de Sanofi, a annoncé à la commission des finances de l'Assemblée, le 11 janvier, son refus de débloquer les fonds, ce malgré la reconnaissance de la dangerosité du produit par l'Office nationale d’indemnisation des accidents médicaux (Oniam), prétextant qu'« aucune décision de justice définitive ne retient la responsabilité de Sanofi dans ces dossiers » tout en avouant na pas s'attendre à des réponses de la justice avant « dix, onze, douze ans ».
En septembre 2024 le tribunal judiciaire de Paris condamne Sanofi dans le dossier individuel de Marine Martin, lanceuse d'alerte à lui verser 285 000 euros, jugeant ainsi une faute de vigilance et l'absence de réactivité face aux alertes. Cette décision est une première, la défectuosité avait déjà été retenue par le tribunal de Nanterre dans d'autres dossiers mais pas la faute. Cette décision est également novatrice dans la mesure où le tribunal condamne Sanofi pour le préjudice d'anxiété à verser 47 500 euros à chacun de ses enfants,.
Le Canard enchaîné dénonce, dans son édition du 23 octobre 2024, le traitement de faveur dont bénéficie Sanofi et son médicament phare, le Doliprane, qui ne figure toujours pas parmi les médicaments inscrits au répertoire. Ainsi les pharmaciens ne sont pas tenus de proposer un médicament générique à la place du doliprane, comme toutes les molécules tombées dans le domaine publique, alors que celui-ci est sur le marché depuis 1964.

### Affaire Zantac
Sanofi vend la Ranitidine aux États-Unis et au Canada sous le nom de Zantac. Ce produit contient une impureté, la NDMA, cancérigène probable. Une longue série de procès est attendue à partir de août 2022.

### Sous-notation des salariés par quotas ou «forced ranking»
À l’occasion des entretiens annuels individuels, la direction de l’entreprise exige de l’encadrement qu’il détermine un quota de « mauvais salariés », une consigne illégale. Force ouvrière a interpellé la direction de Sanofi sur cette pratique en 2015. L’affaire est dévoilée en 2017 par France Inter,.

### Campagne de vaccination contre la dengue aux Philippines
En décembre 2017, le gouvernement philippin suspend la campagne de vaccination à grande échelle lancée en 2016 contre la dengue avec le vaccin Dengvaxia, à la suite des décès de 14 personnes. La justice philippine engage des poursuites contre Sanofi et réclame le remboursement de l’intégralité des sommes investies dans le programme de vaccination, soit 60 millions d’euros. Sanofi rejette les accusations et nie tout lien entre ces décès et le vaccin. Il reconnaît cependant que le vaccin pourrait aggraver la maladie chez les personnes jamais infectées auparavant,.

### L'expérimentation animale
Sanofi fait partie des laboratoires pharmaceutiques tels que GSK, BMS, Novartis, AstraZeneca… ciblés par des mouvements contre l'expérimentation animale.

### Pollution du site de l'usine de Mourenx
D'après un article de Mediapart daté du 8 juillet 2018, les rejets de bromopropane (cancérigène) des cheminées de l'usine Sanofi de Mourenx, qui produit le médicament Dépakine (lui-même donnant lieu à des procès), atteignent 190 000 fois la limite autorisée par arrêté préfectoral. D'autres composés organiques volatils dangereux sont également rejetés en fort excès. Le 9 juillet, Sanofi annonce l'arrêt de l'usine, à la suite d'un dépôt de plainte de l'association France Nature Environnement. La production reprend à partir d'août, les rejets étant jugés conformes après que des actions correctives ont été entreprises.

### Prix de l'insuline
Des associations de diabétiques demandent à Sanofi, ainsi qu’aux autres laboratoires, une baisse du prix de l’insuline, hormone indispensable à leur survie,. L'État américain du Minnesota a porté plainte contre cette société afin d'obtenir une baisse de prix,.

### Affaires de corruption
En septembre 2018, Sanofi a fait l'objet d'une ordonnance de cessation et d'abstention (cease-and-desist order) de la Securities and Exchange Commission et accepté de payer 25,2 millions de dollars en amendes et dédommagement. L'autorité américaine lui reprochait d'avoir violé le Foreign Corrupt Practices Act dans le cadre d'opérations réalisées au Kazakhstan et dans plusieurs pays du Proche-Orient et du Golfe entre 2007 et 2015. Selon l'ordonnance de la SEC, la filiale kazakh de Sanofi avait élaboré avec des distributeurs locaux un système dans lequel des remises de prix qui leur étaient accordées étaient restituées à des employés de l'entreprise pharmaceutique sous forme de fonds utilisés ensuite par ces derniers comme pots-de-vin à destination de responsables publics kazakhs afin que ceux-ci attribuent les marchés publics aux distributeurs complices. Sanofi Liban était accusée d'avoir corrompu des professionnels de santé en Jordanie, au Liban et en Syrie - notamment par le biais de cadeaux, d'opérations de parrainage et de prestations de conseil rémunérées - afin que ceux-ci promeuvent ses médicaments dans leurs hôpitaux respectifs. Dans les pays du Golfe, Sanofi aurait organisé de fausses rencontres avec des professionnels de santé, ce qui lui permettait de leur verser des commissions occultes déguisées en remboursement de frais et ainsi obtenir d'eux une prescription accrue des produits pharmaceutiques de la firme.

### Pandémie de COVID-19
Le groupe Sanofi était attendu pour le développement d'un vaccin à l'occasion de la pandémie de Covid-19. Cependant, la suppression massive de son activité de recherche (-45 % en douze ans) ne lui a pas permis d'être un acteur significatif de la double course mondiale au vaccin et au traitement,.
Début 2021, en pleine épidémie et alors que la firme a touché 1,5 milliard d'euros de Crédit d'impôt recherche en 10 ans, en plus de bénéfices records (12 milliards d'euros, soit 340 % de mieux que l'année précédente), le groupe Sanofi annonce encore la suppression de 364 postes de chercheurs, et le versement de 4 milliards d'euros de dividendes à ses actionnaires,. Le 28 septembre, Sanofi abandonne le développement de son vaccin à ARN messager.
En 2024, le Canard enchaîné relève les 5,4 milliards d'euros de bénéfices du groupe en 2023, et note que le nouveau ministre de l'économie a réclamé un « un bilan exhaustif » concernant les subventions d'argents publics que le groupe Sanofi a reçu au cours des dix dernières années. « notamment les 250 millions versés pour développer un vaccin français contre le covid qui n'a jamais vu le jour » rappelle une ex ministre de la santé,.

### Patch Initiv
En 2024, profitant du sponsoring des JO 2024, Sanofi sort un patch, dispositif médical de niveau 1, appelé « Initiv Biologie augmentée » pour soulager la douleur du dos sans actif médicamenteux. Le patch est recouvert de particules minérales ReflecTech, de dioxyde de titane, qui renverrait l'énergie infrarouge émise par le corps vers la zone douloureuse pour accroître la circulation sanguine, améliorer la consommation d'oxygène et favoriser la mobilité. Le produit est mis en avant par Ariane Brodier et Marine Leleu.
Il n'y a pas de preuves que des particules minérales puissent réfléchir les infrarouges suffisamment pour faciliter la récupération. Une autre étude n'a pas montré d'efficacité du patch pour la récupération. Sanofi impose l'achat aux officines par le biais d'un chantage sur les tarifs fournisseurs des médicaments dits « indispensables » à l'image du Doliprane. Pour se débarrasser de ces stocks gênant, certains s'appuient sur les supports publicitaires agressifs aux couleurs des JO 2024 offert par Sanofi.
L'affaire mise en avant par le vidéaste G Milgram est reprise par d'autres journaux.